# Суровцево (Вяземский район)
Суровцево — деревня в Вяземском районе Смоленской области России. Входит в состав Относовского сельского поселения. По состоянию на 2007 год постоянного населения не имеет. 
Расположена в восточной части области в 3 км к северо-западу от Вязьмы, в 1,5 км севернее автодороги М1 «Беларусь», на берегу реки Бебря. В 6 км южнее деревни расположена железнодорожная станция Золотарёвка на линии Москва — Минск. 

## История
В годы Великой Отечественной войны деревня была оккупирована гитлеровскими войсками в октябре 1941 года, освобождена в марте 1943 года.